# Yi Bangja
Det här är en artikel om en person med koreanskt personnamn; Yi är familjenamnet.
Yi Bangja, född 1901, död 1989, japansk prinsessa, titulärkronprinsessa och titulärdrottning av Korea, gift med Koreas sista kronprins och titulärkung, Euimin.   

## Biografi
Född med namnet Nashimotonomiya Masako som dotter till prins Nashimoto Morimasa, son till prins Kuni Asahiko; hon var kusin till Japans kejsarinna Nagako, och till Setsuko Matsudaira, prins Chichibus fru. 
Hon var en av kandidaterna till ett giftermål med kejsar Hirohito, men valdes bort på grund av möjlig infertilitet. I stället valdes hon till brud åt Koreas titulärkronprins, som hölls som gisslan i Japan. Hon studerade på flickavdelningen vid Gakushuin adelskola fram till bröllopet på koreanska kungapalatset i Tokyo 1916. Hon fick då ett nytt namn. Äktenskapet arrangerades av den japanska regimen av politiska skäl för att underbygga den officiella japanska linjen att den koreanska kungafamiljen hade blivit en sidogren av det japanska kejsarhuset som ett led i sin assimilieringspolitik mot Korea. 
Paret levde i Japan. Trots att hon bedömts som steril fick hon en son 1921, som dock avled under oklara omständigheter 1922. Hon fick en till son 1931. 1926 dog hennes svåger, titulärkungen av Korea, och hon och maken kallades sedan kung och drottning av Korea i Japan. De kröntes dock aldrig. År 1927 användes makarna av Japan som propagandasymboler för japansk-koreansk ening, då de dirigerade av Japan fick göra ett officiellt statsbesök på rundresa i Europa. Äktenskapet var impopulärt i Japan därför att Korea uppfattades som antijapanskt, och paret utsattes tidvis för attentatsförsök från bröllopet och framåt.    
År 1963 inbjöds hon, maken och deras son att återvända till Korea, och de bosatte sig i Changdeokpalatset i Sydkorea. Maken tillbringade dock resten av sitt liv på sjukhus på grund av sitt hälsotillstånd. Själv ägnade hon sig åt att arbeta med projekt för handikappade. Hon kallades "De koreanska handikappades moder" och blev trots de antijapanska stämningarna populär i Korea. Hon bodde i kungapalatset till sin död 1989 och fick en halvt officiell begravning.

## Barn
- Yi Jin, född 1921, död 1922
- Yi Gu, född 1931, död 2005